# Andrés Sarmiento
Hernán Andrés Sarmiento González (Bucaramanga, Santander, Colombia; 26 de abril de 1978) conocido simplemente como "Michi Sarmiento" es un exfutbolista colombiano. Jugaba como mediocampista, el equipo donde mejores actuaciones tuvo y del cual es hincha es el Atlético Bucaramanga donde es el segundo jugador que más partidos ha disputado con ese club en toda su historia con 384 partidos y en los cuales anotó 35 goles. Como político estuvo en campaña para ir al Concejo de la ciudad de Bucaramanga, pero no le alcanzó la votación para ser elegido.

## Trayectoria
Andrés "El Michi" Sarmiento debutó como jugador profesional en 1999 con el Atlético Bucaramanga en donde ha jugado en casi toda su carrera, salvo en 2004, año en que fue transferido a Millonarios, equipo con el que jugo la Copa Sudamericana y en 2009 cuando jugó para Atlético El Vigía de Venezuela.  Participó con el Atlético Bucaramanga de las campañas del descenso 2001 y 2008.
En 2012 luego de un intento frustrado por vincularse al Colorado Rapids de la Major League Soccer de Estados Unidos, regresó al Atlético Bucaramanga.

## Selección Colombia
Fue internacional con la selección Colombia en 2003 contra Corea del Sur en un partido de los microciclos de preparación para la Copa Confederaciones, pero finalmente, el director técnico Francisco Maturana no lo tuvo en cuenta para ese torneo.
| Selección | Año   | Competición | Partidos | Goles |
| --------- | ----- | ----------- | -------- | ----- |
| Colombia  | 2003  | Amistoso    | 1        | 0     |
| Total     | Total | Total       | 1        | 0     |

## Clubes
| Club                  | País      | Año         |
| --------------------- | --------- | ----------- |
| Atlético Bucaramanga  | Colombia  | 1999 - 2003 |
| →Millonarios (cedido) | Colombia  | 2004        |
| Atlético Bucaramanga  | Colombia  | 2005 - 2008 |
| →UA El Vigía (cedido) | Venezuela | 2009        |
| Atlético Bucaramanga  | Colombia  | 2010 - 2015 |

## Estadísticas
| Club                            | Div.                | Temporada           | Liga  | Liga  | Copa Colombia | Copa Colombia | Copa Internacional | Copa Internacional | Total | Total |
| Club                            | Div.                | Temporada           | Part. | Goles | Part.         | Goles         | Part.              | Goles              | Part. | Goles |
| ------------------------------- | ------------------- | ------------------- | ----- | ----- | ------------- | ------------- | ------------------ | ------------------ | ----- | ----- |
| Millonarios · Colombia          |                     |                     |       |       |               |               |                    |                    |       |       |
| 1.ª                             | 2004                | 22                  | 2     | —     | —             | 2             | 0                  | 24                 | 2     |       |
| Total club                      | Total club          | 22                  | 2     | 0     | 0             | 2             | 0                  | 24                 | 2     |       |
| UA El Vigía · Venezuela         |                     |                     |       |       |               |               |                    |                    |       |       |
| 1.ª                             | 2009                | 11                  | 0     | —     | —             | —             | —                  | 11                 | 0     |       |
| Total club                      | Total club          | 11                  | 0     | 0     | 0             | 0             | 0                  | 11                 | 0     |       |
| Atlético Bucaramanga · Colombia |                     |                     |       |       |               |               |                    |                    |       |       |
| 1.ª                             | 1999                | 13                  | 2     | —     | —             | —             | —                  | 13                 | 2     |       |
| 1.ª                             | 2000                | 5                   | 0     | —     | —             | —             | —                  | 5                  | 0     |       |
| 1.ª                             | 2001                | 35                  | 0     | —     | —             | —             | —                  | 35                 | 0     |       |
| 1.ª                             | 2002                | 41                  | 2     | —     | —             | —             | —                  | 41                 | 2     |       |
| 1.ª                             | 2003                | 28                  | 4     | —     | —             | —             | —                  | 28                 | 4     |       |
| 1.ª                             | 2005                | 12                  | 1     | —     | —             | —             | —                  | 12                 | 1     |       |
| 1.ª                             | 2006                | 22                  | 2     | —     | —             | —             | —                  | 22                 | 2     |       |
| 1.ª                             | 2007                | 28                  | 4     | —     | —             | —             | —                  | 28                 | 4     |       |
| 1.ª                             | 2008                | 21                  | 2     | 7     | 0             | —             | —                  | 28                 | 2     |       |
| 2.ª                             | 2010                | 25                  | 4     | 8     | 2             | —             | —                  | 33                 | 6     |       |
| 2.ª                             | 2011                | 26                  | 1     | 7     | 0             | —             | —                  | 33                 | 1     |       |
| 2.ª                             | 2012                | 19                  | 2     | 6     | 1             | —             | —                  | 25                 | 3     |       |
| 2.ª                             | 2013                | 36                  | 4     | 4     | 2             | —             | —                  | 40                 | 6     |       |
| 2.ª                             | 2014                | 35                  | 0     | 2     | 0             | —             | —                  | 37                 | 0     |       |
| 2.ª                             | 2015                | 1                   | 0     | 3     | 0             | —             | —                  | 4                  | 0     |       |
| Total club                      | Total club          | 347                 | 30    | 37    | 5             | 0             | 0                  | 384                | 35    |       |
| Total en su carrera             | Total en su carrera | Total en su carrera | 380   | 32    | 37            | 5             | 2                  | 0                  | 419   | 37    |

## Palmarés

### Campeonatos nacionales
| Título    | Club                 | País     | Año  |
| --------- | -------------------- | -------- | ---- |
| Primera B | Atlético Bucaramanga | Colombia | 2015 |